# Unione settentrionale degli operai russi
L'Unione settentrionale degli operai russi (Северный союз русских рабочих, Severnyj sojuz russkich rabočich) fu una delle prime organizzazioni operaie rivoluzionarie russe. Costituita illegalmente a San Pietroburgo nei primi mesi del 1877, il suo statuto, fissato nel gennaio del 1879 per iniziativa di Stepan Chalturin e Viktor Obnorskij, prevedeva il rovesciamento del sistema economico e politico russo. L'Unione, composta da circa duecento sostenitori, fu sciolta dalla polizia nel marzo del 1880.

## Le premesse
Negli anni Settanta, insieme con la tradizionale agitazione svolta tra i contadini, erano iniziati i tentativi da parte dell'intelligencija russa di portare la propaganda rivoluzionaria anche tra gli operai. Qualche iniziativa era stata intrapresa dai čajkovcy a Pietroburgo, poi era venuta l'agitazione portata a Odessa e a Kiev dalle Unioni operaie di Zaslavskij e di Ščedrin, e a Mosca l'Organizzazione socialrivoluzionaria panrussa aveva costituito il suo centro di propaganda da attivare nelle fabbriche della provincia.
A Pietroburgo, dopo gli arresti del 1874 che avevano disperso il gruppo di Čajkovskij, Ivan Smirnov era riuscito a costituire per breve tempo un circolo illegale tra gli operai dell'Arsenale, poi gli studenti Vjačeslav D'jakov e Aleksej Sirjakov erano riusciti a stabilire contatti con gli operai di diverse fabbriche, oltre che con i soldati della guardia del corpo imperiale. Furono arrestati nell'aprile del 1875, ma intanto cominciava a crearsi una élite operaia sensibile ai problemi sindacali e politici e capace di organizzarsi autonomamente.

### La dimostrazione della piazza di Kazan'

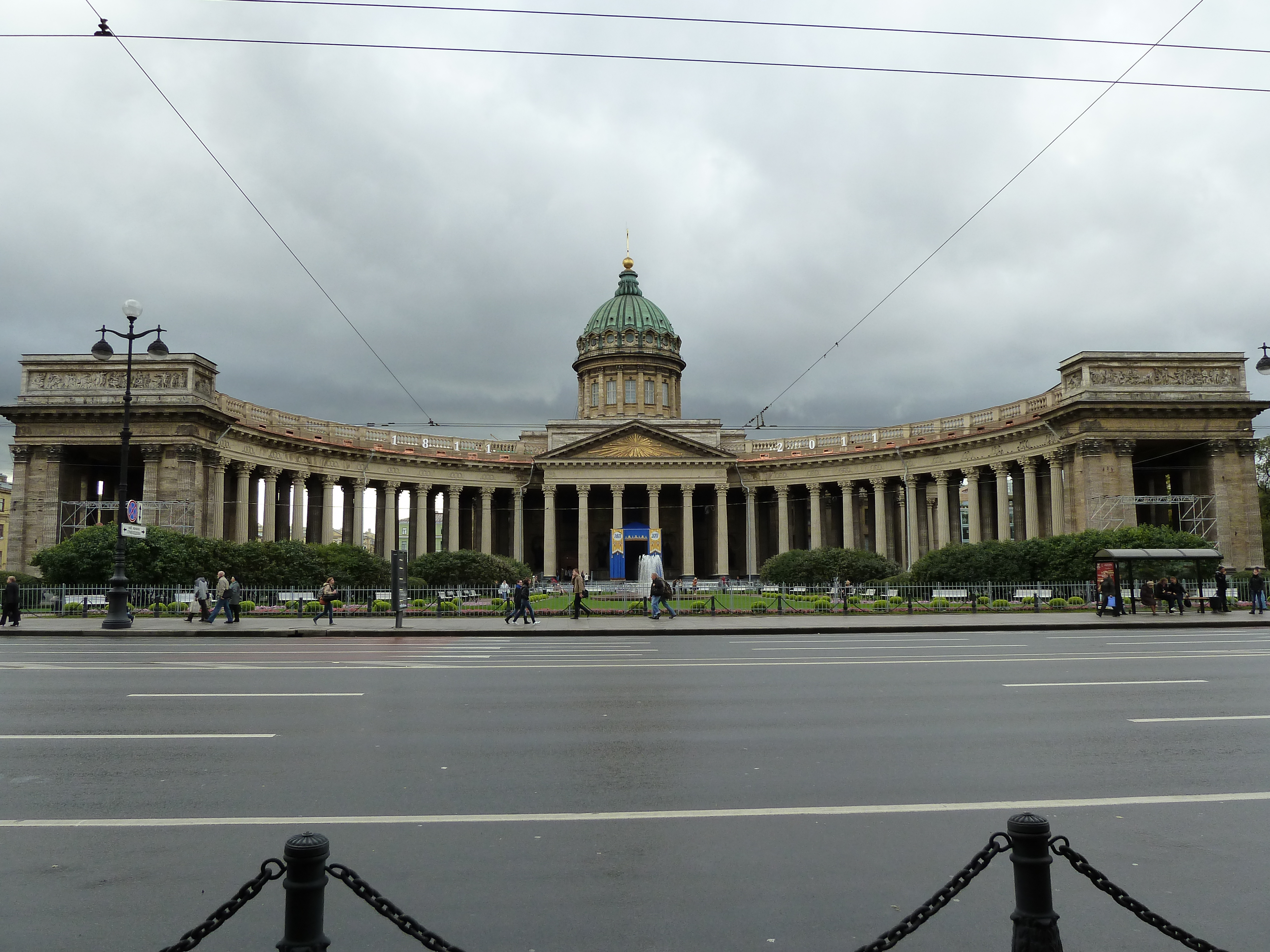
La piazza e la cattedrale di Kazan'

La dimostrazione tenuta il 18 dicembre 1876 a Pietroburgo sulla piazza della Cattedrale di Kazan' fu il primo, aperto risultato del sotterraneo lavorìo organizzativo operato nelle fabbriche della capitale. Quella mattina si presentarono sulla piazza due o trecento operai, ai quali si unì un numero ancora maggiore di studenti che avevano saputo dell'imminente preparazione della manifestazione. Il numero relativamente scarso di operai, che avrebbero voluto che la manifestazione fosse improntata dalla loro presenza e che avevano previsto un'adesione ben superiore, deluse gli organizzatori, che decisero tuttavia di proseguirla. Plechanov, che era presente con un gruppo di aderenti a Zemlja i Volja, improvvisò un breve discorso e l'operaio Nikolaj Patapov dispiegò una bandiera rossa sulla quale era scritto Terra e Libertà!.
La polizia intervenne quando il corteo stava sciogliendosi sul Nevskij Prospeck: ci furono tafferugli e furono operati trentun arresti. La reazione del regime fu molto dura: al processo che ne seguì, cinque degli imputati furono condannati a pene varianti dai dieci ai quindici anni di carcere, dieci furono deportati in Siberia e tre operai a cinque anni di ritiro coatto in un convento per maturarvi il «pentimento». Le pene più severe furono irrogate agli intellettuali: Aleksej Emel'janov, che per altro non aveva nemmeno partecipato alla dimostrazione, ebbe quindici anni di carcere, dove fu picchiato e finì con l'impazzire.
Il valore simbolico della manifestazione fu notevole. Aveva dimostrato che esistevano forti legami tra operai e intellettuali, che il movimento politico di opposizione al regime «avrebbe avuto la stessa direzione che in Occidente, e cioè dalla città verso la campagna e non viceversa» e, poiché i liberali ne avevano preso le distanze, che a condurre la lotta per la conquista delle libertà politiche in Russia erano soltanto i socialisti, «quei sognatori» - scrisse nel 1877 Nikolaj Chazov, uno degli organizzatori - «che osano infrangere la legge, che sono picchiati, condannati e presi in giro».
Chazov rilevava che l'operaio vede con chiarezza come l'ingiustizia del sistema sociale pesi su di lui, poiché è in grado di notare meglio di altri che «il lusso, opera delle sue mani, è goduto da altri. La sua mentalità lo porta a «esigere una lotta con risultati immediati», e vede «che per lottare contro i suoi sfruttatori economici deve usare la libertà politica». Per conquistare questa libertà deve entrare in conflitto «con l'essenza stessa del nostro sistema statale» e perciò la via della liberazione assume inevitabilmente un carattere politico. La manifestazione del 18 dicembre era «il risultato di questo stato d'animo nella parte più cosciente della classe operaia».

### Gli scioperi di Pietroburgo
A poco dopo la dimostrazione di Kazan' si fa risalire la costituzione del primo nucleo dell'Unione settentrionale degli operai russi, il cui statuto fu definito il 12 gennaio 1879. In quei due anni gli organizzatori dell'Unione curarono il lavoro cospirativo, in modo da non cadere nella rete della repressione poliziesca, approfondirono i legami con le fabbriche e diressero l'agitazione operaia. Durante i funerali di sei operai morti nell'esplosione della fabbrica di munizioni nell'isola Vasil'evskij, il 9 dicembre 1877, un operaio accusò i dirigenti dello stabilimento di essere responsabili dell'incidente. I poliziotti intervenuti ad arrestare l'oratore furono respinti dalla folla. Una settimana dopo nella fabbrica fu diffuso un manifesto scritto da Plechanov.
Anche nell'agitazione del cotonificio Tornton di Pietroburgo, dove nel febbraio 1878 erano stati ridotti i salari, fu attiva l'Unione insieme con elementi di Zemlja i Volja. Plechanov, Pëtr Moiseenko, Michail Popov e Nikolaj Lopatin riuscirono a dirigere gli operai, dimostrando loro come fosse vano riporre fiducia nelle autorità e nell'erede al trono, cui gli operai avevano rivolto invano una petizione. Gli scioperi furono sostenuti raccogliendo somme di denaro a favore delle famiglie degli scioperanti.
Gli scioperi si susseguirono in altre fabbriche e questa volta la polizia intervenne. Ci furono scontri, arresti e deportazioni. Nel novembre del 1878 scioperarono gli operai della filanda König, presentando alla corte una petizione che non ricevette risposta. Il padronato reagì licenziando tutti gli operai dopo inutili trattative che si erano tenute negli uffici della Terza Sezione, la polizia politica del regime. Complessivamente, negli anni 1878-1879 vi furono ventisei scioperi, una cifra mai registrata in passato.

## Lo statuto dell'Unione

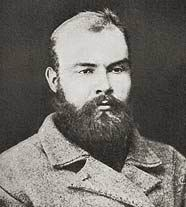
Viktor Obnorskij

Victor Pavlovič Obnorskij (1851-1919), un operaio proveniente dalla piccola borghesia, dal 1872 si era dedicato all'organizzazione di circoli operai e si era recato più volte all'estero. A Odessa aveva conosciuto Evgenij Zaslavskij, il fondatore dell'Unione operaia della Russia meridionale. Stepan Nikolaevič Chalturin (1857-1882), figlio d'un contadino agiato, era un falegname, anch'egli attivo nella propaganda rivoluzionaria. Aveva partecipato alla dimostrazione di Kazan' e alla manifestazione prodottasi durante i funerali delle vittime dell'esplosione della fabbrica di munizioni.
Entrambi svilupparono a Pietroburgo, nei primi giorni del 1879, il programma dell'Unione settentrionale degli operai russi che fu stampato nella tipografia clandestina di Zemlja i Volja.
Si premetteva che l'Unione intendeva raggruppare «le forze disperse dei lavoratori delle città e dei villaggi» per lottare contro «l'ingiustizia sociale». Potevano esser membri dell'Associazione solo operai e ciascuno, per aderirvi, doveva essere presentato da almeno altri due soci. Un gruppo di dieci elementi avrebbe diretto l'Unione rispondendo del suo operato a un'assemblea generale riunita mensilmente. Si dichiarava di aderire «strettamente al partito socialdemocratico dell'Occidente» e gli scopi dell'Unione venivano così fissati:
- «abbattimento della struttura politica ed economica dello Stato»
- instaurazione di una federazione di comunità rurali (obščiny) autogovernate
- «abolizione della proprietà terriera e sua sostituzione con un'agricoltura collettiva»
- «una giusta organizzazione associativa del lavoro, che dia nelle mani degli operai produttori i prodotti e gli strumenti del lavoro»

Fissato l'assetto economico e sociale della società futura, seguivano le rivendicazioni politiche:
- libertà di parola, di stampa e di riunione
- abolizione della polizia politica e dei reati politici
- abolizione delle caste
- istruzione gratuita e obbligatoria per tutti
- riduzione degli effettivi dell'esercito o sua sostituzione con l'armamento del popolo
- abolizione dei passaporti interni
- abolizione dell'imposta indiretta e introduzione dell'imposta diretta sul reddito
- limitazione dell'orario di lavoro e proibizione del lavoro infantile
- creazione di associazioni produttive, di casse di prestiti e credito gratuito alle associazioni operaie e alle obščiny contadine

Per raggiungere questi obiettivi, ogni operaio dell'Unione doveva consacrarsi alla propaganda, quasi «apostolo della verità evangelica», e sapendo di andare incontro a persecuzioni, come i primi cristiani. Un appello concludeva il manifesto programmatico: «Noi rinnoveremo il mondo, rigenereremo la famiglia, stabiliremo una proprietà come deve essere e faremo risorgere la grande dottrina di Cristo nella fraternità e nell'eguaglianza». Dagli operai dipendeva il successo della rivoluzione sociale in Russia: «in voi sta racchiusa tutta la forza e il significato della nazione, voi siete la carne e il sangue dello Stato, senza di voi non esisterebbero le altre classi che succhiano il vostro sangue».

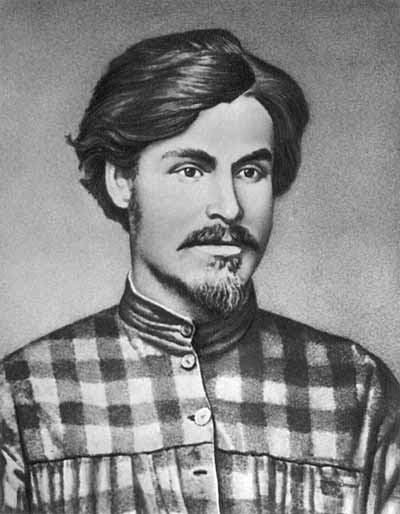
Stepan Chalturin

Il programma era stato in buona parte ripreso da quello della socialdemocrazia tedesca, stilato nel congresso di Eisenach del 1869 e tradotto in russo da Lavrov nel primo numero del «Vpeëd» del 1873. Sulla «Zemlja i Volja!» del 20 febbraio 1879 il populista Dmitrij Klemenc rimproverava di «eclettismo» l'Unione, perché aveva inserito rivendicazioni politiche riformiste in un programma rivoluzionario di negazione dello Stato. Ai suoi occhi, il pericolo era che si abbandonasse il primario obiettivo rivoluzionario, come mostrava anche l'accento posto sull'azione propagandistica anziché sulla lotta rivoluzionaria.
La risposta di Chalturin fu che se pure alla lotta per la libertà politica non si dava «la stessa importanza delle rivendicazioni fondamentali», era anche vero che «questa libertà creerebbe migliori condizioni per un più rapido rivolgimento e per una soluzione più o meno soddisfacente della questione sociale». La necessità di lottare per le libertà politiche, difesa dall'Unione operaia, era sempre stata sempre rifiutata dai populisti, ma presto dentro «Zemlja i Volja» si accenderà lo scontro proprio su questo problema.
L'Unione raccolse alcune centinaia di aderenti, riuscendo a estendersi a Mosca e a Rostov, e a collegarsi anche con un gruppo operaio di Varsavia. Costituì una biblioteca divisa in vari centri clandestini, e nel marzo del 1880 pubblicò il foglio «Zarià Rabočego» (L'aurora dell'operaio). Obnorskij fu arrestato già il 29 gennaio 1879 e tutta l'organizzazione cadde quando un agente provocatore riuscì a infiltrarsi al suo interno. L'agente fu ucciso da esponenti di Zemlja i Volja, ma gli arresti avevano ormai colpito i membri più attivi dell'Unione. Chalturin riuscì a sfuggire alla polizia e alla fine del 1879 aderì a Narodnaja Volja.